# Kuschelengis politus
Kuschelengis politus – gatunek chrząszcza z rodziny zadrzewkowatych i plemienia Dacnini. Jedyny znany przedstawiciel monotypowego rodzaju Kuschelengis.

## Taksonomia
Rodzaj został opisany w 2007 roku przez Paula E. Skelleya i Richarda A. B. Leschena, a nazwany na cześć koleopterologa G. Kuschela. Gatunkiem typowym przez monotypowość został Engis politus. Gatunek ten opisał w 1846 roku Adam White.

## Opis

### Opis rodzaju
Ciało podłużne, lecz o bokach nie równoległych. Brak szczecinek grzbietowych i kolorowego wzoru. Przedplecze i pokrywy gładkie i punktowane. Jedyny rodzaj plemienia Dacnini z dobrze zaznaczoną, pełną opaską krawędziową w nasadowej części przedplecza. Dołek nasadowy (antesulcus) za opaską wąski i płytki. Wierzchołkowy człon głaszczków szczękowych ścięty. Wyrostek przedpiersia na wierzchołku szeroki i ścięty. Wszystkie stopy wyraźnie pięcioczłonowe.

### Opis gatunku
Ciało długości od 4,32 do 5,76 mm i szerokości od 1,84 do 2,4 mm, ubarwione czarno z odnóżami, czułkami i wierzchołkiem odwłoka czerwonymi. Głowa klinokształtna. Czułki ledwie sięgające podstawy przedplecza o buławce trójczłonowej, a ostatnim segmencie asymetrycznie zaokrąglonym, nieco trójkątnym, ale nie spiczastym. Żuwaczki nieco przypłaszczone z dwoma zębami wierzchołkowymi i jedną dużą szczecinką na bocznej części każdej. Głaszczki wargowe o wierzchołkowym członie słabo rozszerzonym. Bródka i podbródek szerokie. Przedplecze o bocznej krawędzi łukowatej, a krawędzi podstawowej zafalowanej, najszersze w pobliżu podstawy. Tarczka pięciokątna, 1,5 raza szersza niż długa. Pokrywy 2,5 raza dłuższe od przedplecza. Nasadowy wentryt odwłoka szeroki i ścięty między tylnymi biodrami, o liniach zabiodrza nie przedłużonych na dysk. Genitalia samic o koksytach końcowo szpiczastych, szydłowatych, długością zbliżonych do walwifer. Genitalia samców o bocznych płatkach tegmenu długich, spiczastych, wyposażonych w brzuszne szczecinki na wierzchołkowej połowie, a środkowym płatku bocznie spłaszczony na wierzchołku i nieco cylindrycznym u nasady.

## Biologia i ekologia
Chrząszcz ten bytuje w martwym drewnie, gdzie odżywia się rozkładającymi drewno grzybami z gatunku Auricularia polytricha. Prowadzi nocny tryb życia.

## Występowanie
Gatunek ten jest endemitem Nowej Zelandii, przy czym jego zasięg obejmuje Wyspę Północną i tylko północne krańce Wyspy Południowej. W 1931 błędnie wykazany z Tajwanu.
Niezidentyfikowani jeszcze przedstawiciele rodzaju mogą występować także na Nowej Kaledonii.